# 검은날개작은노랑박쥐
검은날개작은노랑박쥐(Rhogeessa tumida)는 애기박쥐과에 속하는 박쥐의 일종이다. 중앙아메리카에서 발견된다.

## 특징
검은날개작은노랑박쥐는 작은 박쥐로 전체 몸길이가 6~8cm이며, 암수의 크기가 크게 다르지 않다. 털은 담황색 또는 노르스름한 색, 검은색에 가까운 색조 또는 황갈색을 띠며, 아랫배는 좀더 연한 색을 보인다. 비막에는 털이 없고, 박쥐의 크기에 비해 유별나게 두껍다. 귀는 다수의 근연종들보다 작고, 수컷 상체 표면에 눈에 띄는 사향 분비선을 갖고 있으며 암컷은 없다.

## 분포 및 서식지
검은날개작은노랑박쥐는 타마울리파스 주 남부와 같은 북단의 멕시코 동부 해안 대부분의 지역과 치아파스 주의 태평양 해안가를 따라서 발견된다. 온두라스와 과테말라 그리고 벨리즈의 대부분의 지역, 니카라과의 북부와 서부, 코스타리카의 북부-서부에서도 발견된다. 해발 약 1500m 이하 지역에서만 발견되지만, 이용가능한 거의 모든 서식지에서 서식하고 탈락성 숲에 대한 선호를 약간 보인다.

## 생태 및 습성
검은날개작은노랑박쥐의 생태 습성에 대해서는 거의 알려져 있지 않다. 흔히 냇가 또는 강가에서 포획되며 나무 구멍 또는 인공 건축물 속에서 매달려 생활한다. 야행성 동물로 대개는 일몰 이후와 해가 뜨기 전에 짧게 활동하며 날아다니는 작은 곤충을 잡아 먹는다. 수컷은 대부분 가을과 초겨울에 정충을 만들고 이 때 무렵에 보통 짝짓을 하는 것으로 추정하며, 임신한 암컷은 2월과 4월 사이에 포획된다.